# Västansjö
Västansjö is een plaats in de gemeente Hudiksvall in het landschap Hälsingland en de provincie Gävleborgs län in Zweden. De plaats heeft 53 inwoners (2005) en een oppervlakte van 10 hectare.